# Finn Bálor

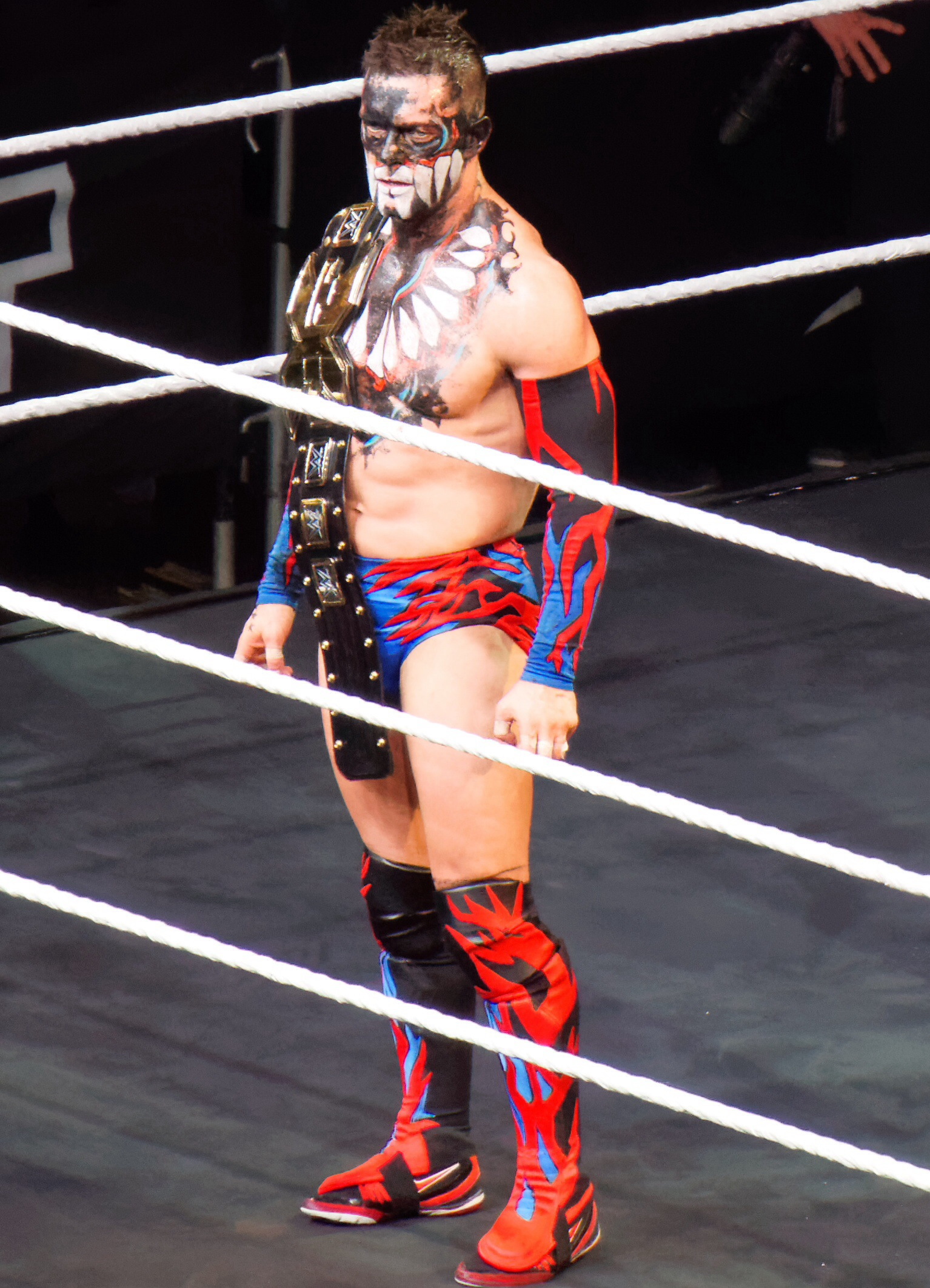
NXT bajnok, 2016

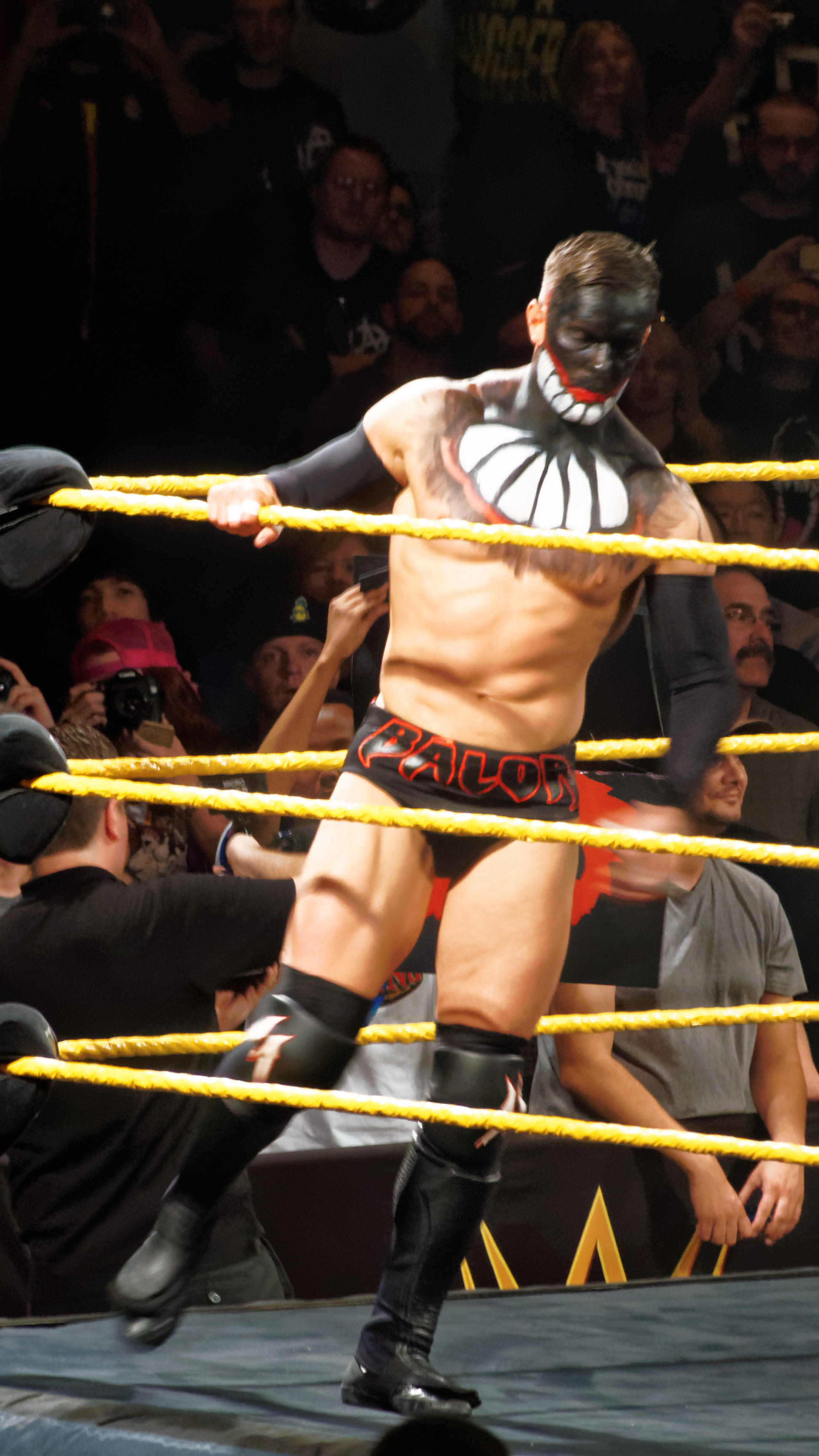
NXT, 2015

Fergal Devitt, ismertebb nevén Finn Bálor (1981. július 25. –) ír pankrátor.
A NWA UK Hammerlock (NWA) nevű szervezetnél kezdte karrierjét, majd 2006-ban a New Japan Pro Wrestling (NJPW)-hez került, ahol háromszoros IWGP Junior nehézsúlyú bajnok és hatszoros IWGP Junior nehézsúlyú Tag Team bajnok lett. Japán után a Consejo Mundial de Lucha Libre (CMLL) nevű szervezethez került, majd később a WWE fejlesztési területén, az NXT-ben tűnt fel. Itt egyszeres NXT bajnok lett; a 292 napos uralkodásával pedig rekordot állított fel. 2016-ban felkerült a WWE főnévsorába, majd a SummerSlam-en a történelem során először megnyerte a WWE Universal bajnoki címet.

## Profi pankrátor karrier

### NWA, NJPW (2000-2014)
Devitt 2000-ben, 18 évesen debütált az NWA-nál. Érettségi után folytatta birkózó karrierjét és elkezdett turnézni Írországban, az Egyesült Királyságban és az Egyesült Államokban. 2002-ben visszatért Írországba az NWA-hoz, és Dru Onyx legyőzésével megnyerte az NWA British Commonwealth nehézsúlyú bajnoki címet. Az öv elvesztése után 2006 márciusában Devitt szerződést kötött a New Japan Pro Wrestling-el (NJPW)-el; ringnevét pedig Devitt Hercegre ("Prince Devitt")-re változtatta. Karrierje itt sikeresnek bizonyult, mivel az IWGP Junior nehézsúlyú bajnoki címet háromszor, az IWGP Junior nehézsúlyú Tag Team bajnoki címet hatszor nyerte el. Tag Team csapattársai Minoru (2x) és Ryusuke Taguchi (4x) voltak. 2014 januárjában az utolsó IWGP Junior nehézsúlyú bajnoki uralkodása véget ért, és a címet 14 hónap után elbukta Kota Ibushi ellen.

### WWE (2014-)
2014. május 15-én Devitt bejelentette, hogy aláírta a szerződést a WWE-vel, és csatlakozik az NXT fejlődési ághoz, miután megkapja a vízumot. A WWE ezt a hírt július 28-án hivatalosan is megerősítette. Devitt test és arcfestéssel kezdett el harcolni, az új ringneve pedig Finn Bálor lett. Nevét az ír mitológia két alakja, Fionn mac Cumhaill és Gonosz Szemű Balor ihlette. Kevin Owens-el itt többször összecsapott, majd 2015. július 4-én le is győzte őt, s ezzel ő lett az új NXT bajnok. A címet 2016 áprilisában, 292 nap után veszítette el Samoa Joe ellen, de ezzel még így is a leghosszabb uralkodást állította fel az NXT bajnoki öv történelmében. Július 19-én a WWE Draft alkalmából Devitt felkerült a WWE főnévsorába, a RAW csapatához. 2016. augusztus 21-én a SummerSlam-en legyőzte Seth Rollins-t, így ő lett az új WWE Universal bajnok. A mérkőzés alatt váll sérülést szenvedett, s ennek következtében műteni kellett. A sérülés miatt Balor lemondott az újonnan nyert WWE Universal bajnoki címéről, és 6 hónapos pihenőre kényszerült. 2017. február 22-én Bálor visszatért az NXT-hez, hogy segítse Shinsuke Nakamura-t, majd Bray Wyatt ellen kezdett el rivalizálni.

## Eredményei
NWA UK Hammerlock
- NWA British Commonwealth Heavyweight Championship (2x)

Insane Championship Wrestling
- ICW Zero-G Championship (1x)

Consejo Mundial de Lucha Libre
- NWA World Historic Middleweight Championship (1x)

New Japan Pro Wrestling
- IWGP Junior Heavyweight Championship (4x)
- IWGP Junior Heavyweight Tag Team Championship (6x) – Csapattársai: Minoru (2x) és Ryusuke Taguchi (4x)
- A legjobb Super Junior (2010, 2013)
- J Sports Crown Openweight 6 Man Tag Tournament győzelem (2010, 2011) – Csapattársai: Ryusuke Taguchi és Hirooki Goto

World Wrestling Entertainment
- WWE Universal Championship (1x)
  - 2016. augusztus 21.: SummerSlam-en legyőzi Seth Rollins-t.
- WWE NXT Championship (1x)
  - 2015. július 4.: The Beast in the East-en legyőzi Kevin Owens-t.
- WWE Intercontinental Championship (2x)

Pro Wrestling Illustrated
- PWI közönség rangsor szerint a 3. helyet érte el az 500-ból. (2016)

Rolling Stone
- Az Év NXT sztárja (2015)

## Bevonuló zenéi
- Eskimo - Jump (DJ Power Mix) (2006)
- Arctic Monkeys - When the Sun Goes Down (2007)
- Joe Esposito - You're the Best (2008-2013)
- Yonosuke Kitamura - Real Rock n Rolla (2013-2014)
- CFO$ - Catch Your Breath (2014-)

## Magánélete
Devitt focizott és Kelta Futballt játszott, mielőtt úgy döntött, hogy  profi birkózó lesz. Devitt lelkes képregény-olvasó; a képregény karakterek ihlették a ringben lévő test festését is. Devitt támogat egy angol labdarúgó csapatot, a Tottenham Hotspur FC-t.

## Fordítás
Ez a szócikk részben vagy egészben  a   Finn_Bálor című angol Wikipédia-szócikk fordításán alapul.  Az eredeti cikk szerkesztőit annak laptörténete sorolja fel. Ez a jelzés csupán a megfogalmazás eredetét és a szerzői jogokat jelzi, nem szolgál a cikkben szereplő információk forrásmegjelöléseként.